# Volker Michel
Volker Michel, né le 5 mai 1973 à Dornholzhausen, est un ancien joueur de handball allemand évoluant au poste d'arrière droit.

## Biographie
Volker Michel a connu sa première sélection en équipe d'Allemagne le 5 avril 1997 contre la Chine. Il a pris part au championnat d'Europe 2006.
En club, il a notamment joué deux saisons en France : à Chambéry avec lequel il est vice-champion de France en 2003 puis à Sélestat où il termine meilleur buteur du Championnat de France 2003-2004.
De retour en Allemagne, il dispute en 2006 la finale de la Coupe EHF avec le Frisch Auf Göppingen, perdue face au TBV Lemgo.
Après la fin de sa carrière, il devient professeur de mathématiques au lycée Goetheschule Wetzlar (de).

## Palmarès

### Club
Compétitions nationales
- Championnat de France :
  - Vice-champion en 2003

Compétitions internationales
- Coupe des vainqueurs de Coupe (C2)
  - Quart de finaliste en 2003
- Coupe de l'EHF (C3) : 
  - Finaliste en 2006

### Distinctions individuelles
- meilleur buteur du Championnat de France 2003-2004